# Basto (artiest)
Jef Martens (Hoogstraten, 8 januari, 1975) is een Belgische dj-producer die beter bekend is onder zijn artiestennaam Basto (voorheen geschreven als Basto!).
Jef Martens produceerde de wereldwijde nummer 1-hit  Scream & Shout van Will.I.Am en Britney Spears (2012).
Jef Martens was een van de juryleden in Eurosong 2014, uitgezonden op Eén. In deze jury zetelde hij samen met Piet Goddaer en Bart Peeters.
Martens produceert ook onder de noemer Lazy Jay, samen met zijn broer, Toon.

## Discografie

### Singles
| Single met eventuele hitnotering(en) in de Nederlandse Top 40 | Datum van verschijnen | Datum van binnenkomst | Hoogste positie | Aantal weken       | Opmerkingen                                                                     |
| ------------------------------------------------------------- | --------------------- | --------------------- | --------------- | ------------------ | ------------------------------------------------------------------------------- |
| Rock With You                                                 | 2005                  | 11-02-2006            | 23              | 5                  | als Basto! / Nr. 37 in de Single Top 100 / Dancesmash op Radio 538              |
| On My Own                                                     | 31-03-2008            | -                     |                 |                    | als Basto! / met Peter Luts                                                     |
| Gregory's Theme                                               | 17-01-2011            | 26-02-2011            | 9               | 17                 | als Basto! / Nr. 47 in de Single Top 100                                        |
| Again and Again                                               | 17-10-2011            | 05-11-2011            | 16              | 14                 | Nr. 42 in de Single Top 100                                                     |
| 212                                                           | 2012                  | 24-03-2012            | 14              | 7                  | met Toon Martens als Lazy Jay / met Azealia Banks / Nr. 17 in de Single Top 100 |
| CloudBreaker                                                  | 09-04-2012            | 21-04-2012            | 24              | 14                 | met Yves V / Nr. 29 in de Single Top 100                                        |
| I Rave You                                                    | 2012                  | -                     |                 |                    | Nr. 96 in de Single Top 100                                                     |
| Stormchaser                                                   | 2013                  | 02-02-2013            | tip19           | -                  |                                                                                 |
| Keep On Rocking                                               | 2014                  | 12-04-2014            | tip18           | -                  |                                                                                 |
| Dit is Nederland                                              | 2015                  | 20-03-2015            | -               | Met Christiaan Hof |                                                                                 |

| Single met hitnotering(en) in de Vlaamse Ultratop 50 | Datum van verschijnen | Datum van binnenkomst | Hoogste positie | Aantal weken | Opmerkingen                                       |
| ---------------------------------------------------- | --------------------- | --------------------- | --------------- | ------------ | ------------------------------------------------- |
| Rock With You                                        | 2005                  | 11-02-2006            | 24              | 9            |                                                   |
| On My Own                                            | 2008                  | 12-04-2008            | 31              | 11           | met Peter Luts                                    |
| Out There                                            | 23-02-2009            | 21-03-2009            | tip6            | -            | met John Dahlbäck                                 |
| Gregory's Theme                                      | 2011                  | 05-02-2011            | 12              | 10           |                                                   |
| Again and Again                                      | 2011                  | 05-11-2011            | tip36           | -            | als Basto                                         |
| 212                                                  | 2012                  | 07-04-2012            | 17              | 10           | met Toon Martens als Lazy Jay / met Azealia Banks |
| CloudBreaker                                         | 2012                  | 19-05-2012            | 22              | 13           | als Basto / met Yves V                            |
| I Rave You                                           | 2012                  | 14-07-2012            | tip33           | -            |                                                   |
| Stormchaser                                          | 2013                  | 09-03-2013            | tip71           | -            |                                                   |
| Bend and Break (Basto remix)                         | 19-08-2013            | 14-09-2013            | tip15           | -            | met Keane                                         |
| Keep On Rocking                                      | 2014                  | 22-03-2014            | tip36           | -            |                                                   |
| Hougabouga                                           | 2014                  | 06-12-2014            | 37              | 2            | met Zeppe & Zikki en Jacques Vermeire             |
| Hold You                                             | 2015                  | 09-05-2015            | 21              | 4*           |                                                   |

- Gemeinsame Normdatei: 135520509
- International Standard Name Identifier: 0000 0003 7295 6901
- MusicBrainz: 44e38089-4f9a-4fec-911c-9cf99e5bb698
- Virtual International Authority File: 80238940
- WorldCat: E39PBJw4xYVgBJQ6JWg8kpCRKd